# Silbersee (Langenhagen)
Der Silbersee in Langenhagen bei Hannover ist ein Erholungs- und Badesee.

## Lage und Größe
Der See liegt im südöstlichen Bereich des Gemeindegebiets nördlich der Bundesautobahn 2 (BAB 2) und südlich der Landstraße 382 (L 382). Die Wasserfläche umfasst etwa 6,8 ha. Direkt benachbart im Nordwesten des Sees ist die Paracelsus-Klinik am Silbersee, früher Silbersee-Klinik, die sich unmittelbar auf dem Grundstück der früheren gemeindlichen Badeanstalt befindet.

## Geschichte

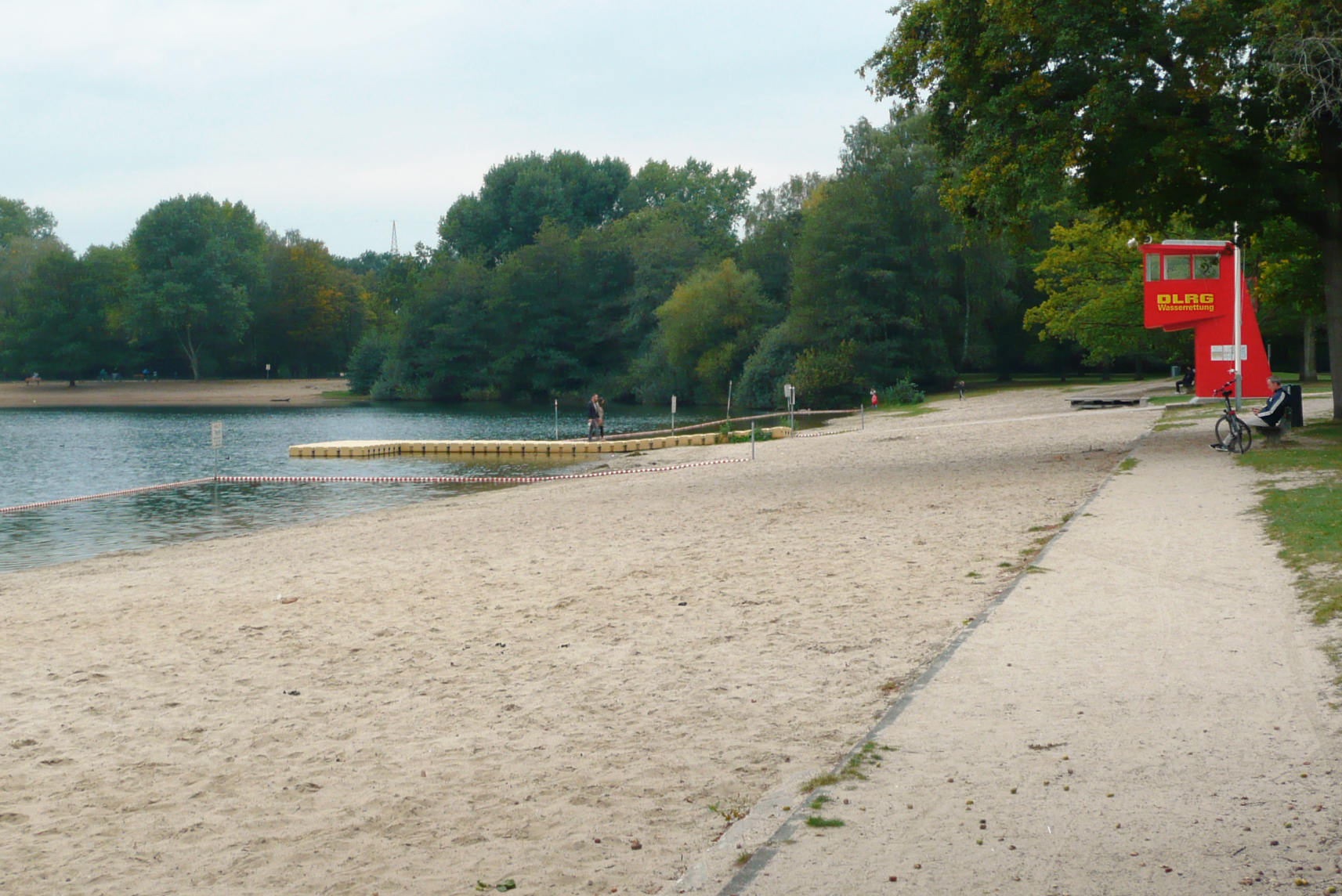
Badestrand und DLRG-Turm

Der Silbersee entstand in den Jahren 1934 bis 1935 beim Bau der Autobahn Hannover-Magdeburg-Berlin; die Eröffnung dieser Strecke Nr. 6 erfolgte am 10. Januar 1936. Der See ist meist um 10 Meter tief, an seiner tiefsten Stelle etwa 15 Meter. Der Name kommt aus dem Volksmund und hängt mit dem nahe gelegenen Flughafen Hannover zusammen. Wegen des starken Flugverkehrs über dem See soll das Wasser silbern geglänzt haben. Der Baggersee wurde in den 1950er-Jahren zu einer gemeindlichen Badeanstalt mit Schwimmerbecken und Sprungturm umgebaut; er war eingezäunt und die Benutzung kostete während der Saison Eintritt. Am Westufer befand sich die Silbersee-Gaststätte, die außerhalb der Saison von den Langenhagener Bürgern auch für Familienfeiern genutzt wurde.
Später wurden die Kassenhäuschen entfernt und der Silbersee der Obhut der Deutschen Lebens-Rettungs-Gesellschaft (DLRG) übergeben. Die DLRG hat am Westufer eine Wachstation mit einem Beobachtungsturm, der früher am hannoverschen Verkehrsknoten Aegidientorplatz stand. Die Rettungsschwimmer wachen am Wochenende und bei gutem Wetter sowie in den Schulferien über die Sicherheit der Badegäste. Zwischen 2003 und 2008 wurden von der DLRG 16 Personen vor dem Ertrinken gerettet.
Seit den 1980er-Jahren kamen Spielgeräte, Minigolfplatz und eine Gaststätte und ein Kiosk mit Biergarten sowie Toilettenanlagen hinzu. Die Nutzung als Badesee wurde durch die Abgrenzung großer Flachwasserzonen mit drei anliegenden Sandstränden und Liegewiesen unterstützt.
Die zuvor öfter bekannt gewordene relativ schlechte Wasserqualität mit starkem Algenwuchs und Problemen mit Blaualgen und Zerkarien des Silbersees wurde bei den Messungen im Sommer 2012 nicht mehr nachgewiesen. Die Einstufung der Badegewässerqualität ergab seit 1991 fast durchgehend sehr gute Werte nach den jeweils geltenden europäischen Richtlinien.
Mit seinem eingezäunten Hundestrand am südlichen Ufer und wegen der nur geringen Belastung mit Blaualgen ist der See vor allem auch unter  Hundebesitzern sehr beliebt.